# IBBY

IBBY:s logotyp.

International Board on Books for Young People, IBBY, är en internationell sammanslutning med säte i Schweiz, som förbundit sig att ”sammanföra barn och böcker” .
IBBY grundades i Zürich i Schweiz 1953 och har sjuttio nationella sektioner. Organisationen har syfte att låta barnböcker bygga broar mellan människor och länder genom projekt, seminarier och workshops. IBBY delar vartannat år ut H.C. Andersen-medaljen i samband med sin biennala kongress.

## Syften
- att genom böcker för barn främja internationell förståelse
- att ge barn tillgång till böcker med hög litterär och konstnärlig standard
- att främja publicering och distribution av kvalitativa barnböcker, särskilt i utvecklingsländer
- att tillhandahålla stöd och utbildning till dem, som arbetar med barn och barnlitteratur
- att stimulera forskning om barnlitteratur

## Organisation och verksamhet
IBBY representerar såväl länder med välutvecklat system för barnbokpublicering och läskunnighet som länder med enbart ett fåtal hängivna yrkesverksamma pionjärer. I länder utan en nationell sektion, kan enskilda individer vara medlemmar i IBBY.
IBBY:s högsta organ är en exekutivkommitté bestående av tio personer från olika länder samt en ordförande, som väljs för en tvåårsperiod av de nationella sektionerna av IBBY:s generalförsamling. Det dagliga administrationen sköts av ett sekretariat i Basel i Schweiz.
De nationella sektionernas årliga avgifter är IBBY:s enda källa till reguljära inkomster.
Som en oavhängig organisation, NGO med officiell status i Unesco och Unicef har IBBY en policyskapande roll som förespråkare av böcker för barn och ungdom, bland annat i barnkonventionens anda. Konventionen säger bland annat att barn har rätt till grundläggande utbildning och direkt tillgång till information.

## Kongresser
IBBY håller en kongress vartannat år, med en nationell sektion som värd:
- 1998 New Delhi
- 2000 Cartagena de Indias, Colombia
- 2002 Basel
- 2004 Kapstaden
- 2006 Macao
- 2008 Köpenhamn
- 2010 Santiago de Compostela
- 2012 London
- 2014 Mexico City
- 2016 Auckland
- 2018 Istanbul
- 2020 Moskva[2]
- 2022 Putrajaya, Malaysia
- 2024 Trieste
- 2026 Ottawa

### IBBY:s svenska sektion
IBBY Sverige, tidigare Barn- och ungdomsbokrådet, har som medlemmar författare, tecknare, bibliotekarier, förläggare, översättare, journalister, lärare, bokhandlare och andra intresserade av barn- och ungdomslitteratur. IBBY Sverige arbetar för att sprida kännedom om svensk barnlitteratur utomlands och introducera utländsk barnlitteratur i Sverige.
IBBY Sverige delar årligen ut Gulliverpriset. Priset delades första gången ut 1969 av Barn- och ungdomsbokrådet. Vidare utdelas årligen Peter Pan-priset till en översatt barn- eller ungdomsbok.